# هاكس
هاكس (بالإنجليزية: Hacks)‏ هو مسلسل كوميدي دراما أمريكي من بطولة جين سمارت، هانا أينبيندير وكارل كليمونز هوبكنز، صدر الموسم الأول من المسلسل على إتش بي أو ماكس في 13 مايو 2021 وتم تجديده لموسم ثاني وفي يونيو 2022 تم الإعلان عن تجديده لموسم ثالث.

## روابط خارجية
- هاكس على موقع IMDb (الإنجليزية)
- هاكس على موقع ميتاكريتيك (الإنجليزية)
- هاكس على موقع روتن توميتوز (الإنجليزية)
- هاكس على موقع نتفليكس (الإنجليزية)
- هاكس على موقع كينوبويسك (الروسية)
- هاكس على موقع ألو سيني (الفرنسية)
- هاكس على موقع قاعدة بيانات الفيلم (الإنجليزية)